# جوسيف ليندا
جوسيف ليندا (بالتشيكية: Josef Linda)‏ (و. يونيو 1792 – 1834 م) هو درامي ‏، وكاتب مسرحي، وصحفي، وشاعر تشيكي، توفي في براغ.